# Majarahosahalli, Dod Ballapur
Majarahosahalli là một làng thuộc tehsil Dod Ballapur, huyện Bangalore Rural, bang Karnataka, Ấn Độ.